# Francesco Francescon
Francesco Francescon (Padova, 1928. november 17. –) olasz nemzetközi labdarúgó-játékvezető.

## Pályafutása

### Nemzeti játékvezetés
1959-ben lett hazája legfelső szintű labdarúgó-bajnokságának, a Serie A játékvezetője.

#### Nemzeti kupamérkőzések
Vezetett kupadöntők száma: 1

##### Olasz Kupa
Az Olasz Labdarúgó-szövetség JB elismerve szakmai felkészültségét megbízta a döntő mérkőzés vezetésével.
| Időpont          | Helyszín                       | Mérkőzés típusa           | Mérkőzés     | Eredmény |
| ---------------- | ------------------------------ | ------------------------- | ------------ | -------- |
| 1971. június 27. | Luigi Ferraris Stadion, Genova | előselejtező (7. csoport) | Torino–Milán | 0 : 0    |

### Nemzetközi játékvezetés
Az Olasz labdarúgó-szövetség Játékvezető Bizottsága (JB) 1964-ben terjesztette fel nemzetközi játékvezetőnek, a Nemzetközi Labdarúgó-szövetség (FIFA) bíróinak keretébe. Több nemzetek közötti válogatott- és klubmérkőzést vezetett. Az olasz nemzetközi játékvezetők rangsorában, a világbajnokság-Európa-bajnokság sorrendjében többedmagával a 21. helyet foglalja el 5 találkozó szolgálatával. Az aktív nemzetközi játékvezetéstől 1973-ban vonult vissza.

#### Világbajnokság
Három világbajnoki döntőhöz vezető úton Angliába a VIII., az 1966-os labdarúgó-világbajnokságra, Mexikóba a IX., az 1970-es labdarúgó-világbajnokságra, illetve Németországba a X., az 1974-es labdarúgó-világbajnokságra a FIFA JB bírói szolgálattal bízta meg.
| Időpont            | Helyszín                      | Mérkőzés típusa           | Mérkőzés               | Eredmény | Nézők száma |
| ------------------ | ----------------------------- | ------------------------- | ---------------------- | -------- | ----------- |
| 1968. november 14. | Marcel Saupin Stadion, Nantes | előselejtező (2. csoport) | Ciprus–NSZK            | 1 : 6    | 3 412       |
| 1968. november 6.  | GSP Stadion, Nicosia          | előselejtező (5. csoport) | Franciaország–Norvégia | 0 : 1    | 18 319      |
| 1972. október 25.  | GSP Stadion, Nicosia          | előselejtező (1. csoport) | Málta–Ausztria         | 0 : 2    | 4 382       |

##### Európa-bajnokság
Az európai-labdarúgó torna döntőjéhez vezető úton Olaszországba a III., az 1968-as labdarúgó-Európa-bajnokságra és Belgiumba a IV., az 1972-es labdarúgó-Európa-bajnokságra az UEFA JB játékvezetőként foglalkoztatta.
| Időpont           | Helyszín                      | Mérkőzés típusa           | Mérkőzés              | Eredmény | Nézők száma |
| ----------------- | ----------------------------- | ------------------------- | --------------------- | -------- | ----------- |
| 1967. október 28. | Marcel Saupin Stadion, Nantes | előselejtező (7. csoport) | Franciaország–Belgium | 1 : 1    | 14 591      |
| 1971. február 3.  | GSP Stadion, Nicosia          | előselejtező (4. csoport) | Ciprus–Észak-Írország | 0 : 3    | 9 119       |

##### Olimpia
Az 1972. évi nyári olimpiai játékok labdarúgó tornájának mérkőzésein a FIFA játékvezetőként alkalmazta.
| Időpont             | Helyszín                   | Mérkőzés típusa          | Mérkőzés              | Eredmény | Nézők száma |
| ------------------- | -------------------------- | ------------------------ | --------------------- | -------- | ----------- |
| 1972. augusztus 28. | Központi Stadion, Nürnberg | selejtező (B. csoport)   | Mexikó–Szudán         | 1 : 0    | 500         |
| 1972. szeptember 8. | Központi Stadion, Nürnberg | második kör (2. csoport) | Lengyelország–Marokkó | 5 : 0    | 500         |

##### Nemzetközi kupamérkőzések
Vezetett mérkőzéseinek száma: 1

###### Vásárvárosok kupája
Az UEFA JB elismerve nemzetközi szakmai felkészültségét megbízta a döntő találkozó koordinálásával.
| Időpont          | Helyszín                           | Mérkőzés típusa        | Mérkőzés                              | Eredmény | Nézők száma |
| ---------------- | ---------------------------------- | ---------------------- | ------------------------------------- | -------- | ----------- |
| 1970. március 4. | Ernst-Abbe-Sportfeld Stadion, Jéna | döntő első összecsapás | FC Carl Zeiss Jena–AFC Ajax Amsterdam | 3 : 1    | 21 800      |